# Banksia tricuspis
Banksia tricuspis är en tvåhjärtbladig växtart som beskrevs av Meissn.. Banksia tricuspis ingår i släktet Banksia och familjen Proteaceae. Inga underarter finns listade i Catalogue of Life.